# 13 (album CF98)
13 – czwarty album studyjny polskiej grupy muzycznej CF98. Wydawnictwo ukazało się 9 kwietnia 2013 roku nakładem wytwórni My Music. Płyta zupełnie różni się od poprzednich albumów zespołu. Na albumie znalazła się m.in. akustyczna wersja utworu "OK", którego pierwotna wersja pojawiła się na poprzednim albumie grupy.

## Lista utworów
| 1.  | "Dźwięk Tłuczonego Szkła"     | 3:58  |
|     |                               |       |
| 2.  | "Trzynasty"                   | 4:03  |
|     |                               |       |
| 3.  | "W Pięć Minut Dookoła Świata" | 0:57  |
|     |                               |       |
| 4.  | "Neutrina"                    | 0:13  |
|     |                               |       |
| 5.  | "Nowy Plan"                   | 3:28  |
|     |                               |       |
| 6.  | "Minimum"                     | 3:27  |
|     |                               |       |
| 7.  | "Za Bezsilność"               | 3:18  |
|     |                               |       |
| 8.  | "O Tobie"                     | 1:14  |
|     |                               |       |
| 9.  | "Fakty, Ludzie I Pieniądze"   | 4:18  |
|     |                               |       |
| 10. | "Podaj Dalej"                 | 3:42  |
|     |                               |       |
| 11. | "OK (Akustycznie)"            | 3:27  |
|     |                               |       |
| 12. | "Nowy Plan (Akustycznie)"     | 3:10  |
|     |                               |       |
| 13. | hidden track                  | 0:10  |
|     |                               |       |
| 14. | hidden track                  | 0:10  |
|     |                               |       |
| 15. | hidden track                  | 0:10  |
|     |                               |       |
| 16. | hidden track                  | 0:10  |
|     |                               |       |
| 17. | hidden track "Contra"         | 3:04  |
|     |                               |       |
|     |                               | 38:59 |
|     |                               |       |

## Single
1. „Podaj Dalej” – 3:42
2. „Dźwięk Tłuczonego Szkła” – 3:58

## Twórcy
| CF98 w składzie - Krzysztof Kościelski – gitara basowa, wokal wspierający - Aleksander Domagalski – gitara, wokal wspierający, programowanie - Michał Stabrawa – perkusja - Karolina Duszkiewicz – śpiew, instrumenty klawiszowe | Personel - Michał Pijocha – realizacja nagrań - Adam Bywalec – realizacja nagrań - Adi Owsianik – miksowanie, edycja, produkcja - Aleksander Domagalski – miksowanie, edycja, realizacja nagrań - Jacek Miłaszewski – mastering |